# Altberliner Verlag Lucie Groszer

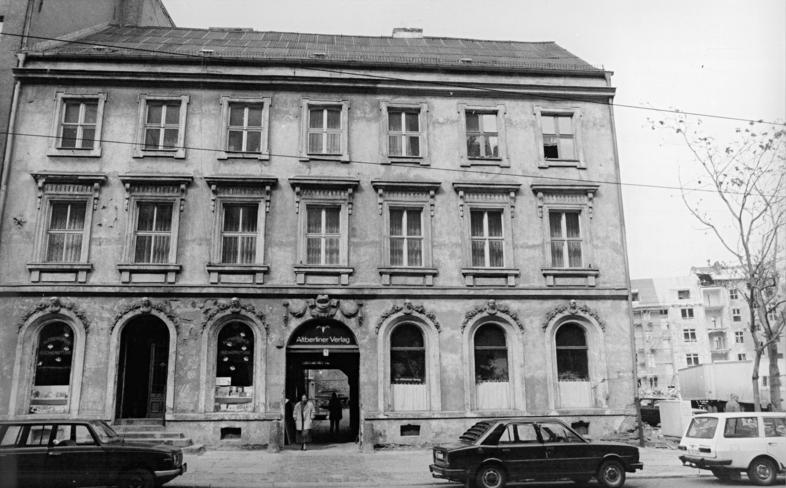
Verlagsgebäude, Neue Schönhauser Straße 8 (1990)

Der Altberliner Verlag Lucie Groszer (seit 1979 Altberliner Verlag) war ein Verlagshaus in Berlin-Mitte. Im von volks- und parteieigenen Verlagen dominierten Buchmarkt der DDR war er neben dem Alfred Holz Verlag einer der wenigen privaten Kinder- und Jugendbuchverlage.

## Geschichte
Die Buchhändlerin Lucie Großer hatte 1943 die Breitkreuz’sche Buchhandlung in der Alten Schönhauser Straße 8 im alten Berliner Scheunenviertel erworben und betrieb das Geschäft seit August 1944 als Altberliner Bücherstube. Am 1. Juni 1945 gründete Großer mit provisorischer Genehmigung der sowjetischen Kommandantur zusätzlich zur Buchhandlung den Altberliner Verlag Lucie Groszer, den ersten Kinderbuchverlag in Nachkriegsdeutschland. (Die Schreibung des Namens mit „sz“ ergab sich dabei aus dem Nichtvorhandensein eines Versal-ß.) Eine vollgültige Lizenz erhielt der Verlag im Februar 1947.
Ihre ersten verlegerischen Erfolge hatte Großer mit illustrierten Ausgaben von Märchen der Brüder Grimm, darunter der Auswahlband Grimms Märchen. Mit Scherenschnitten von Christel-Cläre (1945), u. a. mit Brüderchen und Schwesterchen, sowie die Einzelbuchausgabe Der Teufel mit den drei goldenen Haaren. Mit 29 Scherenschnittillustrationen von Irmela Nauck (1947). Größter Bestseller des Verlages wurde der Ende 1951 erstmals veröffentlichte Roman Die Söhne der Großen Bärin von Liselotte Welskopf-Henrich. Von 1962 bis 1963 erschien eine auf drei Bände erweiterte Fassung des Romans, 1972–74 schließlich die endgültige Fassung in sechs Bänden. Der Roman wurde in 18 Sprachen übersetzt und 1965 von der DEFA unter der Regie von Josef Mach verfilmt.
Erster Lektor des Verlages wurde 1950 Johannes Bobrowski, der 1949 aus sowjetischer Kriegsgefangenschaft zurückgekehrt war. Eine 1954 veröffentlichte, von Bobrowski bearbeitete Fassung von Gustav Schwabs Die schönsten Sagen des klassischen Altertums wurde ein weiterer verlegerischer Erfolg. Als Bobrowski 1959 zum Union Verlag Berlin wechselte, übernahm der Bilderbuchautor Alfred Könner seine Stelle und blieb bis 1986 Cheflektor des Altberliner Verlags. Zu den Autoren des Verlags gehörten, neben Welskopf-Henrich und Könner, unter anderem Edith Klatt, Werner Legère, Anneliese Probst, Ruth Kraft, Hertha Vogel-Voll, Werner Quednau, Walter Krumbach, Ehm Welk sowie Günther und Ingeborg Feustel. Für den Verlag arbeitete im Laufe der Jahre eine große Zahl von Illustratoren, vor allem aus der DDR, aber auch aus dem Ausland, u. a. Karl-Heinz Appelmann, Herbert Bartholomäus, Peter Becker, Hans-Joachim Behrendt, Eberhard und Elfriede Binder, Gerhard Bläser, Manfred Bofinger, Charlotte Braasch (* 1913), Klaus Ensikat, Karl Fischer, Ingeborg Friebel, Hildegard Gerbeth, Peter-Michael Glöckner, Erich Gürtzig, Günter Hain, Ruprecht Haller (* 1924), Mirko Hanák (1911–1971), Heidrun Hegewald, Dieter Heidenreich, Lieselotte Klepper-Purjahn, Ulla Krehl, Ralf-Jürgen Lehmann, Siegfried Linke (* 1934), Hans Mau, Peter Muzeniek, Ursula Mattheuer-Neustädt, Johannes K. G. Niedlich, Irmhild und Hilmar Proft, Herbert Prüget, Gerhard Rappus, Mathilde Ritter (1899–1981), Horst Schönfelder (* 1896), Ralf-Xago Schröder, Jan Marcin Szancer (1902–1973), Herbert Thiele (* 1905), Renate Totzke-Israel, Jiri Trnka, Arne Ungermann (1902–1981), Kurt Wendtland, Alfred Will, Reiner Zieger, Ino Zimmermann und Irmgard Zoll (* 1938).
In den 1960er Jahren wurde das ohnehin knappe Papierkontingent für den Privatverlag, in dem bisher 10 Titel pro Jahr erschienen waren, so stark gekürzt, dass das Verlagsprofil auf Bilderbücher (mit geringerem Seitenumfang) umgestellt werden musste. Fortan erschienen im Durchschnitt 7 Titel pro Jahr.
Nachdem Großer sich bereits Mitte der 1970er Jahre mit dem Gedanken getragen hatte, ihren Verlag an die HV Verlage zu verkaufen, verkaufte sie ihn schließlich im Oktober 1979 für 203.200,25 Mark mit allen Rechten und dem Archiv formal an den von Fred Rodrian geleiteten Kinderbuchverlag Berlin (und damit an die SED). Der Name wurde in Altberliner Verlag geändert; neuer Verlagsleiter wurde Gerhard Dahne. Lucie Großer arbeitete noch bis 1982 im Verlag und ging dann in Rente. Mit der Verstaatlichung ging ein stark erhöhtes Papierkontingent einher, so dass nun 80 Titel pro Jahr produziert werden konnten, darunter Kinderbücher von Christoph Hein, Martin Karau, Irina Liebmann, Gerhard Schöne, Richard Pietraß, Bodo Schulenburg und Thomas Rosenlöcher.
Nach der Wende wurde der Verlag im Mai 1990 aus dem Parteivermögen der PDS an die (von einigen Verlagsmitarbeitern gegründete) Altberliner Verlag GmbH verkauft; auch das Verlagsgebäude wurde übertragen. Gerhard Dahne blieb Verlagsleiter und wurde zugleich Geschäftsführer. Da für den Verkauf allerdings keine Genehmigung der Treuhandanstalt vorgelegen hatte, kam der Verlag 1992 in Verwaltung der Treuhand und wurde 1993 verkauft.
In der letzten Existenzphase des Verlags von 1993 bis 2003 erschienen unter anderem Bücher von Christa Kożik, Konstanze Hupe, Martina Dierks, Kemal Kurt, Sobo, Andreas Schlüter und Franziska Groszer (der Schwiegertochter der Verlagsgründerin). Im August 2003 meldete der Verlag Insolvenz an, die Taschenbuchrechte waren bereits vorher an dtv verkauft worden. 2005 lebte der Verlag noch einmal kurz auf, nun allerdings mit Sitz in München und später Leipzig; im September 2008 wurde endgültig Insolvenz angemeldet.